# Elecciones regionales de Moquegua de 2006
Las elecciones regionales de Moquegua de 2006 se llevaron a cabo el 19 de noviembre de 2006 para elegir al presidente regional, al vicepresidente regional y al Consejo Regional para el periodo 2007-2011. La elección se celebró simultáneamente con elecciones regionales y municipales (provinciales y distritales) en todo el Perú.

## Sistema electoral
El Gobierno Regional de Moquegua es el órgano administrativo y de gobierno del departamento de Moquegua. Está compuesto por el presidente regional, el vicepresidente regional y el Consejo Regional.
La votación del presidente, vicepresidente y consejo regional se realiza en base al sufragio universal, que comprende a todos los ciudadanos nacionales mayores de dieciocho años, empadronados y residentes en el departamento de Cajamarca y en pleno goce de sus derechos políticos.
El Consejo Regional de Moquegua está compuesto por 7 consejeros elegidos por sufragio directo para un período de cuatro (4) años, en forma conjunta con la elección del presidente regional. La votación es por lista cerrada y bloqueada. Se asigna a la lista ganadora los escaños según el método d'Hondt o la mitad más uno, lo que más le favorezca.

## Composición del Consejo Regional de Moquegua
La siguiente tabla muestra la composición del Consejo Regional de Moquegua antes de las elecciones.
| Partidos | Partidos                | Consejeros |
| -------- | ----------------------- | ---------- |
|          | Somos Perú              | 5          |
|          | Compromiso y Desarrollo | 1          |
|          | Nuestro Ilo - Moquegua  | 1          |

## Partidos y candidatos
A continuación se muestra una lista de los principales partidos y alianzas electorales que participaron en las elecciones:
| Candidatura | Candidatura | Partidos y alianzas                                                         | Candidatos | Candidatos                     | Ideología                                        | Resultado previo | Resultado previo | Ref. |
| Candidatura | Candidatura | Partidos y alianzas                                                         | Candidatos | Candidatos                     | Ideología                                        | Votos (%)        | Con.             | Ref. |
| ----------- | ----------- | --------------------------------------------------------------------------- | ---------- | ------------------------------ | ------------------------------------------------ | ---------------- | ---------------- | ---- |
|             | SP          | Lista - Somos Perú (SP)                                                     |            | Cristala Constantinides Rosado | Democracia cristiana Conservadurismo social      | 23.48%           | 5                |      |
|             | Nuestro     | Lista - Movimiento Independiente Nuestro Ilo - Moquegua (Nuestro)           |            | Jaime Rodríguez Villanueva     | Regionalismo moqueguano                          | 14.21%           | 1                |      |
|             | APRA        | Lista - Partido Aprista Peruano (APRA)                                      |            | Martín Vizcarra Cornejo        | Aprismo                                          | 13.75%           | 0                |      |
|             | PNP         | Lista - Partido Nacionalista Peruano (PNP)                                  |            | Olger Jiménez Sardón           | Socialismo democrático Nacionalismo de izquierda | Nuevo            | Nuevo            |      |
|             | LPP         | Lista - Las Personas Primero (LPP)                                          |            | Marco Ceballos Pacheco         | Regionalismo moqueguano                          | Nuevo            | Nuevo            |      |
|             | LÍDER       | Lista - Movimiento Lista de Integración para el Desarrollo Regional (LÍDER) |            | Alberto Coayla Vilca           | Regionalismo moqueguano                          | Nuevo            | Nuevo            |      |

## Resultados

### Sumario general
|                        |                                                                     |              |              |              |            |            |  |  |
| Partidos y coaliciones | Partidos y coaliciones                                              | Voto popular | Voto popular | Voto popular | Consejeros | Consejeros |  |  |
| Partidos y coaliciones | Partidos y coaliciones                                              | Votos        | %            | ±pp          | Total      | +/−        |  |  |
|                        | Movimiento Independiente Nuestro Ilo - Moquegua (Nuestro)1          | 23,302       | 26.89        | +12.68       | 5          | +4         |  |  |
|                        | Partido Aprista Peruano (APRA)                                      | 22,900       | 26.43        | +12.68       | 1          | +1         |  |  |
|                        | Movimiento Lista de Integración para el Desarrollo Regional (LÍDER) | 15,391       | 17.76        | Nuevo        | 1          | +1         |  |  |
|                        | Somos Perú (SP)                                                     | 10,852       | 12.52        | –10.96       | 0          | –5         |  |  |
|                        | Partido Nacionalista Peruano (PNP)                                  | 8,093        | 9.34         | Nuevo        | 0          | ±0         |  |  |
|                        | Las Personas Primero (LPP)                                          | 6,117        | 7.06         | Nuevo        | 0          | ±0         |  |  |
|                        |                                                                     |              |              |              |            |            |  |  |
| Total                  | Total                                                               | 86,655       |              |              | 7          | ±0         |  |  |
|                        |                                                                     |              |              |              |            |            |  |  |
| Votos válidos          | Votos válidos                                                       | 86,655       | 92.07        | +1.12        |            |            |  |  |
| Votos en blanco        | Votos en blanco                                                     | 2,760        | 2.93         | –0.16        |            |            |  |  |
| Votos nulos            | Votos nulos                                                         | 4,702        | 5.00         | –0.96        |            |            |  |  |
| Votos emitidos         | Votos emitidos                                                      | 94,117       | 90.28        | +1.35        |            |            |  |  |
| Abstenciones           | Abstenciones                                                        | 10,136       | 9.72         | –1.35        |            |            |  |  |
| Votantes registrados   | Votantes registrados                                                | 104,253      |              |              |            |            |  |  |
|                        |                                                                     |              |              |              |            |            |  |  |
| Fuente:                |                                                                     |              |              |              |            |            |  |  |

### Autoridades electas
| Cargo                               | Autoridad electa | Autoridad electa           | Partido político | Partido político                                            |
| ----------------------------------- | ---------------- | -------------------------- | ---------------- | ----------------------------------------------------------- |
| Presidente Regional de Moquegua     |                  | Jaime Rodríguez Villanueva |                  | Movimiento Independiente Nuestro Ilo - Moquegua             |
| Vicepresidenta Regional de Moquegua |                  | Lily Dueñas Castillo       |                  | Movimiento Independiente Nuestro Ilo - Moquegua             |
| Consejero Regional de Moquegua      |                  | Leonel Villanueva Ticona   |                  | Movimiento Independiente Nuestro Ilo - Moquegua             |
| Consejero Regional de Moquegua      |                  | Pastor Dávila Anco         |                  | Movimiento Independiente Nuestro Ilo - Moquegua             |
| Consejero Regional de Moquegua      |                  | Juan Apaza Ventura         |                  | Movimiento Independiente Nuestro Ilo - Moquegua             |
| Consejera Regional de Moquegua      |                  | Lucrecia Maldonado Cuadros |                  | Movimiento Independiente Nuestro Ilo - Moquegua             |
| Consejero Regional de Moquegua      |                  | Renato Ascuña Chavera      |                  | Movimiento Independiente Nuestro Ilo - Moquegua             |
| Consejera Regional de Moquegua      |                  | Gloria Montaño Revilla     |                  | Partido Aprista Peruano                                     |
| Consejero Regional de Moquegua      |                  | Jorge Vizcarra Mamani      |                  | Movimiento Lista de Integración para el Desarrollo Regional |